# Erucastrum griquense
Erucastrum griquense là một loài thực vật có hoa trong họ Cải. Loài này được (N.E.Br.) O.E.Schulz mô tả khoa học đầu tiên năm 1916.